# Sforzo efficace
Lo sforzo efficace (o tensione effettiva) è definito come quello sforzo, dipendente dallo stress applicato dall'esterno σij e dalla pressione di poro u, che controlla il comportamento, in termini di deformazione o resistenza, di terreni e rocce (o di mezzi porosi in generale, quali cementi, polveri metalliche, tessuti biologici ecc.) per qualunque valore della pressione di poro (pressione del fluido interstiziale, detta anche pressione neutra) o, in altri termini, lo stress che applicato su un volume elementare di mezzo poroso asciutto (i.e. per u = 0) fornirebbe il medesimo comportamento a deformazione o resistenza che si osserva per u ≠ 0. Lo sforzo efficace è il concetto base sul quale è nata e si è sviluppata la moderna geotecnica. L'utilità di un'appropriata legge di tensioni effettive sta nel consentire di prevedere il comportamento di un mezzo poroso, per qualunque valore della pressione di poro, sulla base di esperimenti condotti su campioni asciutti (i.e. per u = 0) o per un valore noto di tale pressione.
Tale concetto è stato introdotto da Karl Terzaghi nel 1923, il quale ne scoprì l'importanza attraverso una serie di esperimenti in cui analizzò il comportamento di campioni di terreno sottoposti a differenti valori della pressione d'acqua.
Egli si accorse che non era la pressione dell'acqua che di per se stessa influiva sulla resistenza del terreno, ed infatti la chiamò pressione neutra, ma invece era lo sforzo efficace, chiamato così per questo motivo, che governava la deformazione e/o la resistenza del terreno. Dopo la definizione data da Terzaghi sono state proposte diverse formulazioni e definizioni di sforzo efficace. Si deve tener presente che la definizione di stress efficace è puramente convenzionale e può essere estesa a qualunque proprietà del mezzo poroso, quali velocità sismiche, porosità, densità, permeabilità ecc. Cioè, esso può essere definito in generale come lo stress che, applicato su di un campione asciutto, produrrebbe il medesimo effetto, su una certa proprietà, di quello osservato per una certa combinazione di tensione totale σij e pressione neutra u. Per tale motivo è fondamentale tener ben presente a quale proprietà ci si riferisce quando si parla di tensioni efficaci. In ambito geotecnico la definizione più diffusamente adottata è quella fornita dal principio degli sforzi efficaci di Terzaghi e, pertanto, se non diversamente specificato è sottinteso che ci si riferisca a essa.

## Principio delle Tensioni Efficaci
Terzaghi propose la prima definizione dello sforzo efficace nel 1936.
In condizioni sature si definisce lo sforzo efficace come:
{\displaystyle \sigma '_{ij}=\sigma _{ij}-u\delta _{ij}}
dove {\displaystyle \sigma '_{ij}} denota il tensore di sforzo efficace, {\displaystyle \sigma _{ij}} lo sforzo totale (i.e. quello applicato dall'esterno sul campione o sul volume elementare di mezzo poroso), u denota la pressione neutra (oppure pressione di poro o interstiziale oppure pressione del fluido) e {\displaystyle \delta _{ij}} è il delta di Kronecker. 
Da un punto di vista fisico lo sforzo efficace può essere interpretato come lo sforzo che i granuli solidi costituenti il terreno si scambiano nei punti di contatto (sebbene tale interpretazione sia ormai superata, essa è efficace per comprendere il fenomeno).
Si ipotizzi infatti che un elemento infinitesimo di terreno sia sottoposto ad un carico verticale {\displaystyle \sigma }, sezionando l'elemento si mettono in luce le forze interne, l'equilibrio in direzione verticale sarà:
{\displaystyle \sigma dA=\sum _{i}{\sigma _{ci}dA_{ci}}+udA_{w}}
dove dA denota una superficie elementare ideale nel terreno su cui agiscono forze esercitate dalle particelle solide e dal fluido, dAci la porzione (molto piccola) di dA occupata dalle aree di contatto tra i grani solidi e dAw è la restante porzione di dA occupata dal fluido. Analogamente, σci denota lo sforzo in corrispondenza delle minute aree di contatto tra grani. 
Esplicitando lo sforzo efficace e dividendo per l'area totale infinitesima:
{\displaystyle \sigma '={\frac {\sum _{i}{\sigma _{ci}dA_{ci}}}{dA}}=\sigma -u{\frac {dA_{w}}{dA}}}
{\displaystyle \sigma '=\sigma -u{\frac {dA-dA_{ci}}{dA}}}
{\displaystyle \sigma '=\sigma -u(1-{\frac {dA_{ci}}{dA}})}
Ipotizzando che l'area di contatto dei granuli sia trascurabile (area puntiforme), si giunge alla relazione:
{\displaystyle \sigma '=\sigma -u}
Ovvero, lo sforzo efficace σ' che agisce su un suolo viene calcolato tramite due parametri, la tensione totale σ e la pressione interstiziale dell'acqua u.